# The Atlanta Journal-Constitution
The Atlanta Journal-Constitution (AJC) è un quotidiano dell'area metropolitana di Atlanta, negli Stati Uniti d'America. È la pubblicazione di punta di Cox Enterprises. The Atlanta Journal-Constitution è il risultato della fusione tra The Atlanta Journal e The Atlanta Constitution. Le redazioni delle due testate sono state unite nel 1982. La pubblicazione separata del Constitution, giornale del mattino, e del Journal, giornale pomeridiano, è terminata nel 2001 con la uscita di un unico giornale del mattino con il nome di Journal-Constitution.
L'AJC ha la sua sede nel sobborgo di Atlanta a Dunwoody, in Georgia. In precedenza era in comproprietà con l'ammiraglia televisiva WSB-TV e sei stazioni radio, che si trovano separatamente nel centro di Atlanta, tuttavia, l'AJC è rimasta parte di Cox Enterprises, mentre WSB è diventata parte del Cox Media Group. I numeri precedenti del giornale sono archiviati nella Biblioteca del Congresso degli Stati Uniti.